# 東塞基爾縣
東塞基爾縣（英語：Sekyere East District）為迦納阿散蒂大區轄下的一縣。其區域面積531.1平方公里，2021年人口74,789人。埃弗杜埃斯（Effiduase）為該縣的首府。
1988年設立此縣。2007年11月1日，原縣東部區域分出新設塞基爾阿夫拉姆平原縣，並於2008年2月29日生效。

## 外部連結
- . Statoids.
- GhanaDistricts.com